# Star Trek: Discovery (2.ª temporada)
A segunda temporada da série de televisão americana Star Trek: Discovery é definida cerca de uma década antes dos eventos da série original de Star Trek, e segue a tripulação da USS Discovery. A temporada foi produzida pela CBS Television Studios em associação com Secret Hideout, Roddenberry Entertainment e Living Dead Guy Productions, com Gretchen J. Berg e Aaron Harberts servindo como os showrunners, e Akiva Goldsman fornecendo apoio à produção.
O showrunner da série original, Bryan Fuller, pretendia que o programa fosse uma série antológica que contasse histórias diferentes a cada temporada. A CBS não concordou com isso, mas os outros produtores executivos mais tarde expressaram interesse em uma abordagem híbrida em que a série seguisse os mesmos personagens, mas contasse histórias diferentes a cada temporada. A segunda temporada foi oficialmente ordenada em outubro de 2017 e não continua o enredo de guerra da primeira temporada. As filmagens começaram em abril de 2018.
A temporada foi lançada 2019, e é de 13 episódios.

## Episódios
O cocriador Alex Kurtzman dirigirá o primeiro episódio da temporada. Jonathan Frakes dirigirá o segundo e o décimo episódio.

## Elenco e personagens
- Shazad Latif como Voq / Ash Tyler;[3]
- Wilson Cruz como Hugh Culber;[4]
- Alan van Sprang como Leland;[5]
- Anson Mount como Christopher Pike;[6]
- James Frain como Sarek.[7]

## Produção

### Desenvolvimento
Em 2 de novembro de 2015, a CBS anunciou uma nova série de televisão de Star Trek para estrear em janeiro de 2017, "nos saltos" do 50.º aniversário da série original em 2016. Em fevereiro de 2016, Bryan Fuller, que começou sua carreira escrevendo para a série Star Trek: Deep Space Nine e Star Trek: Voyager, foi anunciado como o showrunner da nova série. A CBS não tinha um plano de como seria a nova série quando Fuller se juntou, e ele propôs uma  série antológica, com cada temporada sendo autônoma uma da outra, começando com uma prequela da série original. A CBS disse a Fuller para começar com um único programa serializado e ver como ele se comporta primeiro, e ele começou a desenvolver o conceito de prequela. Até o final de 2016, Fuller havia deixado a série devido a novos conflitos com a CBS e outros compromissos, com Gretchen J. Berg e Aaron Harberts substituindo-o como showrunner. Em junho de 2017, o cocriador Alex Kurtzman disse que ele e Fuller discutiram planos para temporadas futuras antes da partida de Fuller.
O produtor executivo Akiva Goldsman declarou em agosto de 2017 que, embora a série não seja uma antologia como Fuller propôs pela primeira vez, "é uma espécie de abordagem híbrida. Eu não acho que estamos procurando por uma infindável história de nove ou dez anos. Estamos olhando arcos que terão personagens que conhecemos e personagens que não conhecemos. Isso é verdade até mesmo ao longo desta [primeira] temporada." Mais tarde, Kurtzman acrescentou que o arco da história da Guerra Federação-Klingon da primeira temporada não continuaria em uma segunda temporada, dizendo que "cada temporada precisa ser uma coisa diferente". Entretanto, ele não estava interessado em uma série antológica completa porque "eu não necessariamente quero jogar [os personagens] fora no final da temporada para um nova série", e em vez disso sentiu que os efeitos posteriores da primeira temporada seria sentida em frente: "Os resultados da guerra permitirão muitas novas histórias que serão o resultado de tudo o que acontece e das pessoas deixadas para trás; as baixas, as coisas que cresceram na Frota Estelar como resultado da guerra. É isso que vamos herdar na segunda temporada." Até o final de agosto, Berg e harberts tinha desenvolvido um "roteiro" para uma segunda temporada.
Após a estreia da primeira temporada, Kurtzman explicou que uma "grande ideia" havia sido proposta a meio da produção naquela temporada, que se tornou a "espinha dorsal" da segunda temporada, com os roteiristas "bússola emocional" apontando-os para o uso essa ideia. Ele acrescentou que os produtores da série queriam evitar anunciar datas de lançamento para a temporada, apenas para atrasá-los, devido à pressão externa que causou com a primeira temporada. No entanto, ele esperava que a segunda temporada estivesse disponível no início de 2019, contanto que a qualidade e o sentido da série não fossem comprometidos para isso. Um mês depois, em 23 de outubro de 2017, a segunda temporada foi oficialmente encomendada pela All Access. O presidente da CBS Interactive, Marc DeBevoise, citou o aumento das assinaturas para o All Access desde a estreia da série, bem como a aclamação da crítica e o interesse dos fãs ao anunciar a renovação. A temporada consistirá em 13 episódios.

### Escrita
Os roteiristas da série começaram a trabalhar na segunda temporada em dezembro de 2017, e estavam considerando "ciência versus fé" como o tema principal da temporada. Harberts disse que, diferentemente da primeira temporada, a segunda não seria uma "temporada de guerra" e teria mais tempo "para fazer coisas como missões mais distantes, novos planetas, histórias que poderiam cair um pouco mais em uma estrutura de alegoria que as pessoas adoram de Trek", mantendo a estrutura serializada introduzida na primeira temporada. Ele acrescentou que a temporada seria "lotada" com coisas que eles não foram capazes de fazer na primeira temporada. Com o enredo da Guerra Federação-Klingon não cumprindo a segunda temporada, Kurtzman disse que haveria muito menos foco nos klingons na segunda temporada e muito menos cenas klingons, mas que os personagens klingons ainda apareceriam.

### Elenco
Em fevereiro de 2018, Kurtzman confirmou que Shazad Latif retornaria da primeira temporada como Voq / Ash Tyler, depois de decidir deixar Discovery no final da primeira temporada. Ele também indicou que era possível para Jason Isaacs e Michelle Yeoh retornarem como Gabriel Lorca e Philippa Georgiou. No final do mês, Wilson Cruz disse que ele voltaria como Hugh Culber durante a temporada, apesar da morte de seu personagem na primeiro. Naquele mês de abril, James Frain confirmou que ele estaria reprisando seu papel de Sarek para a segunda temporada.
Depois que a primeira temporada foi concluída com a Discovery recebendo um pedido de socorro da USS Enterprise, especificamente do capitão Christopher Pike, Harberts expressou interesse em explorar esse personagem na segunda temporada, sentindo que ele não tinha sido visto muito em Star Trek anteriormente e assim" há uma oportunidade interessante que poderíamos ter de aprofundar e aperfeiçoar um personagem que eu acho que é um capitão heroico e altruísta." Spock—o irmão adotivo da protagonista Michael Burnham—também é um membro da tripulação da Enterprise, mas Harberts achava que ele era um personagem menos interessante para a série, devido às suas muitas aparições em versões anteriores de Star Trek, e estava relutante em ter um ator diferente de Leonard Nimoy ou Zachary Quinto retratando o personagem. Em abril de 2018, Anson Mount foi escalado como Pike, que foi descrito como um "papel fundamental" para a temporada, e um jovem Spock foi confirmado como aparecendo em flashbacks.
Em março de 2018, um final alternativo para a primeira temporada foi revelado no qual um agente da Seção 31 chamado Leland é apresentado, interpretado por Alan van Sprang. Os produtores confirmaram que Sprang estaria retratando o personagem na segunda temporada. Van Sprang havia trabalhado com Berg e Harberts na série Reign, e eles estavam tentando encontrar um personagem para ele interpretar durante toda a produção na primeira temporada. O ator descreveu seu papel na segunda temporada como uma "parte maciça".

### Design
John Eaves e Scott Schneider, designers das naves da série, foram obrigados a redesenhar a USS Enterprise para Star Trek: Discovery. Tinha que ser 25% diferente do projeto original de Matt Jeffries devido a questões legais relativas à propriedade de diferentes elementos de Star Trek. Partes das alterações feitas pelo par incluíam a adição de elementos que poderiam ser realisticamente removidos ou substituídos no tempo entre essa série e o início da série original. O departamento de efeitos visuais fez ajustes adicionais no projeto depois que Eaves e a Schneider concluíram seu trabalho. A versão final da nave vista na série também adota algumas das características da Enterprise dos filmes, como ser "um pouco mais gorda, um pouco maior", para se encaixar na estética da série. Elaborando sobre isso, Kurtzman explicou que os projetos originais para a Enterprise pareceriam fora de lugar dentro da série devido à tecnologia muito mais avançada sendo usada para produzir a série. Ele acrescentou que qualquer conjunto projetado para a Enterprise seria uma ponte entre a aparência da série original e da Discovery, e que os designers se esforçariam para aderir ao cânone e permanecerem consistentes com os desenhos originais, sempre que possível.

### Filmagens
As filmagens para a temporada começaram na Pinewood Toronto Studios em 16 de abril de 2018, sob o título de produção Green Harvest. A produção estava prevista para a série no estúdio até 8 de novembro.